# ザック・バウン
ザック・バウン（Zack Baun, 1996年12月30日 - ）は、アメリカ合衆国ウィスコンシン州ミルウォーキー出身のプロアメリカンフットボール選手。NFLのフィラデルフィア・イーグルスに所属している。ポジションはラインバッカー。

## 経歴

### ニューオーリンズ・セインツ
| 身長                                | 体重            | 腕 の 長 さ       | 手 の 大 き さ   | 40Yrd ダ ッ シ ュ | 10Yrd ス プ リ ッ ト | 20Yrd ス プ リ ッ ト | 20Yrd シ ャ ト ル | 3 コ 丨 ン ド リ ル | 垂 直 跳 び     | 立 ち 幅 跳 び     | ベ ン チ プ レ ス |
| ----------------------------------- | --------------- | ----------------- | ---------------- | ----------------- | -------------------- | -------------------- | ----------------- | ------------------- | --------------- | ------------------ | ----------------- |
| 6 ft 2+3⁄8 in (189 cm)              | 238 lb (108 kg) | 32+3⁄4 in (83 cm) | 9+5⁄8 in (24 cm) | 4.65 s            | 1.54 s               | 2.74 s               | 4.20 s            | 7.00 s              | 32.5 in (83 cm) | 9 ft 7 in (2.92 m) | 24 回             |
| All values from NFL Combine/Pro Day |                 |                   |                  |                   |                      |                      |                   |                     |                 |                    |                   |

2020年のNFLドラフトにて全体74位でニューオーリンズ・セインツから指名され、その後ルーキー契約を結んだ。
2022年シーズン、第9週のラスベガス・レイダース戦で足首を負傷し、2022年12月17日に故障者リザーブに登録された。

### フィラデルフィア・イーグルス
2024年3月13日にフィラデルフィア・イーグルスと単年契約を結んだ。
2024年シーズン、グリーンベイ・パッカーズとの開幕戦で15タックル、2サックを記録して勝利に貢献した。第10週のダラス・カウボーイズ戦では2つのフォースファンブル、1つのファンブルリカバーを記録して勝利に貢献し、NFCの週間最優秀守備選手に選出された。レギュラーシーズン全体で151タックル、3.5サックを記録し、初のプロボウル、オールプロファーストチームに選出された。第59回スーパーボウルではチーム最多の7タックルを、前半終了間際にはインターセプトを記録し制覇に貢献した。
2025年3月5日にイーグルスと3年5,100万ドルで再契約を行った。